# Externalisierung (Psychologie)
Als Externalisierung wird in der Psychologie die Verlagerung „innerer Einstellungen“, die prinzipiell nur Einzelindividuen zugänglich sind, „nach außen“ bezeichnet. Bei diesen „Einstellungen“ handelt es sich unter anderem um einfache oder komplexere Empfindungen, Gefühle, Motive, Phantasien oder Zuschreibungen. Bildlich gesprochen stellt Externalisierung einen Brückenschlag von der Innen- zur Außenwelt dar. Wenn von „Verlagerung nach außen“ gesprochen wird, so sind damit Vorgänge gemeint, die letztlich der Kommunikation und der interpersonellen Wahrnehmung dienen und ihr damit im Idealfall auch zugänglich sind. Prozesse der Externalisierung stehen auch im Dienste der Selbstwahrnehmung, der Voraussetzung jeder Fremdwahrnehmung. Die Vorgänge der Externalisierung sind neben den Internalisierungsprozessen von entscheidender Bedeutung und durch ihr Zusammenwirken für die seelische Reifung und somit für psychische Funktionen überhaupt unerlässlich. Insgesamt gehören dazu die Vorgänge der intersubjektiven Verständigung ebenso wie die der Traumarbeit, der Ausdruckspsychologie und der Individuation, aber auch des schöpferisch Expressiven in Religion, Kultur, Kunst, Handwerk und Wissenschaft. Viele dieser Vorgänge sind jedoch nicht ohne weiteres klar und einfach verständlich, sondern vielmehr deutungsbedürftig.

## Somatische Theorien
Indem es sich bei der Externalisierung um einen allgemeinen Begriff handelt, der nicht allein auf psychische Vorgänge begrenzt ist, sondern der auch körperliche Vorgänge und Reifungsprozesse umfasst, können auch Fragen der psychophysiologischen Einstellung bzw. der seelischen Strukturierung mit ihm verbunden werden.

## Funktionskreise

Funktionskreis als Regelkreis auf der vegetativen Stufe

Stavros Mentzos versteht die Psyche zusammen mit Carl Gustav Jung als ein sich selbst regulierendes System zwischen den Bereichen des Unbewussten und des Bewusstseins. Damit wird das Prinzip der Funktionskreise angesprochen. Funktionskreise bestehen im weiteren Sinne allerdings nicht nur auf der vegetativen Ebene, sondern müssen auch auf der animalischen Ebene etc. angenommen werden. Es handelt sich insgesamt um solche Vorgänge, die als bewusstseinsbildend aufgefasst werden können (Aufwärts-Effekt). Die auf der Abbildung „Funktionskreis“ nach oben zeigenden Pfeile fallen wenigstens teilweise mit den Funktionen der Externalisierung zusammen, da das Vegetativum natürlich nur einen Teil des psychischen Systems darstellt.

## Ein klassisches Beispiel des Zusammenwirkens

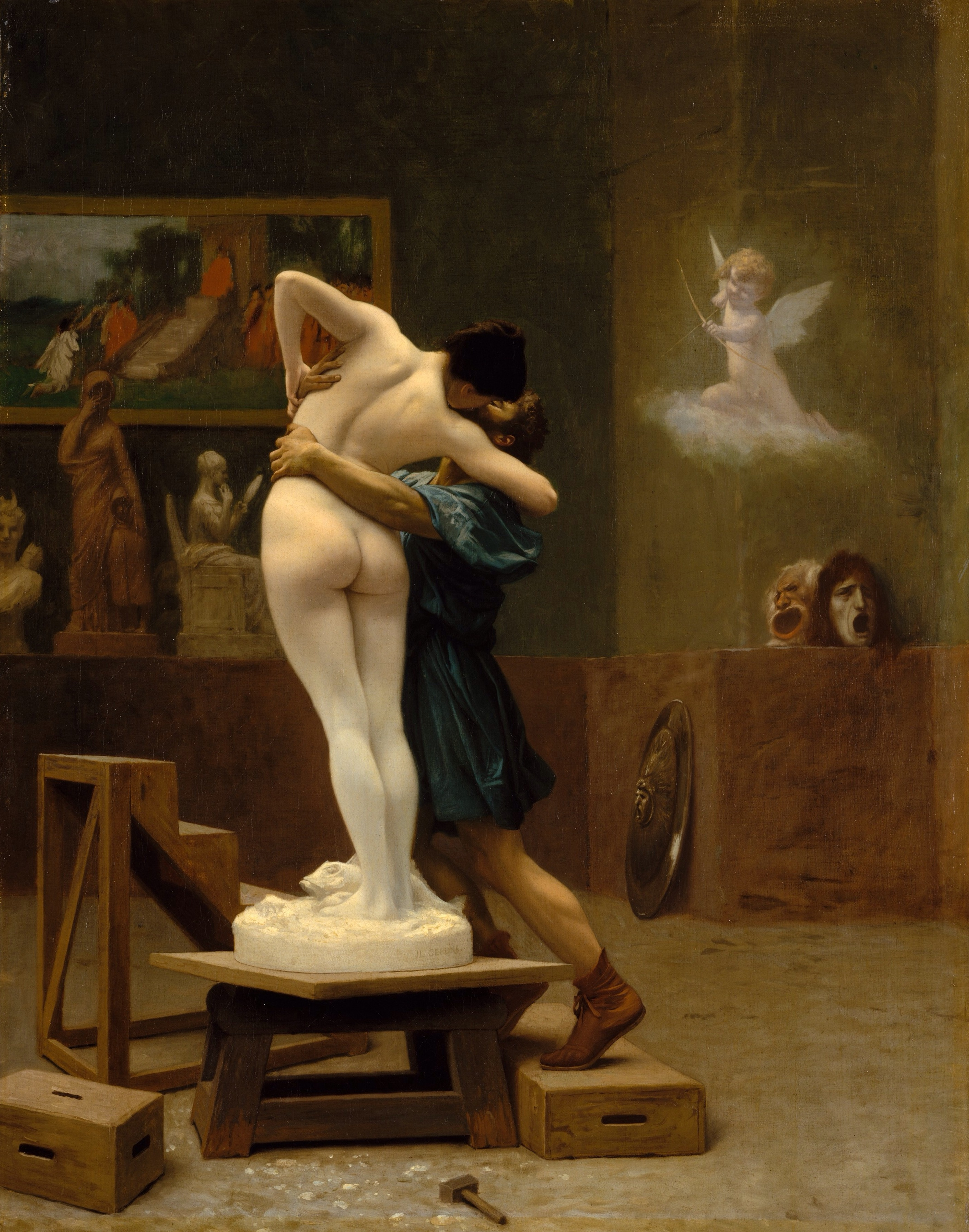
Pygmalion und Galatea, Jean-Léon Gérôme, 1890

Ein klassisches Beispiel des Zusammenwirkens von Externalisierung und Internalisierung, das auch die Rolle des schöpferisch Expressiven in der Kunst verdeutlicht, ist die mythologische Figur von Pygmalion. Mentzos betont, dass es sich bei diesem Zusammenwirken – bei Pygmalions schöpferischer Produktion und der Reaktion von Venus – nicht um ein sinnloses Hin und Her handelt, sondern um eine zunehmende äußere Konkretisierung (des produktiven Werks von Pygmalion) und somit umgekehrt auch um einen kontinuierlichen Prozess der Selbstobjektivierung, wie er auch im Zustand der Verliebtheit erfolgt. Diese entwicklungspsychologische Bedeutung kann auch dem Titel des Werks „Metamorphosen“ (Umformung) von Ovid, des Überlieferers der Mythologie von Pygmalion, entnommen werden.

## Entwicklungsstufen
In der menschlichen Entwicklung sind unterschiedliche Möglichkeiten der Externalisierung in verschiedenen Phasen zu nennen. Als solche bevorzugt in bestimmten Entwicklungsstadien auftretende Formen der Externalisierung nennt Mentzos: Exkorporation, Projektion, Selbstobjektivierung.

## Abspaltung
Der Begriff der Abspaltung hat Bedeutung für das Krankheitsverständnis in der Psychiatrie gewonnen. Mit der Externalisierung als Modellvorstellung können verschiedene Verdrängungsmechanismen zusammengefasst werden. Es handelt sich daher bei der Externalisierung nicht nur um eine in der Entwicklungspsychologie anwendbare Betrachtungsweise, sondern auch um ein in der Psychopathologie gebräuchliches Konzept. Von krankhafter Abspaltung kann gesprochen werden, wenn sich das Gleichgewicht notwendig ambivalenter Einstellungen durch Verdrängungsleistungen zu sehr verschiebt oder durch diese zu stark eingeschränkt wird. Den Abwehrmechanismus der projektiven Identifikation hat Jean Piaget beschrieben als Externalisierung in so frühen Stadien der Entwicklung, in denen noch keine Subjekt-Objekt-Trennung stattgefunden habe. Hier würden Teile des Subjekts in den Partner verlegt. Dieser wird dann zum Verfolger. Die Identifikation mit ihm begünstigt wiederum die Ausprägung eines bedrohenden Über-Ichs. Dies wiederum trägt zur Ausbildung einer aggressiv-destruktiven Reaktionsbereitschaft bei. In therapeutischen Situationen repräsentiert infolge der Abspaltung der Analytiker den einen oder anderen Teil der Persönlichkeitsstruktur des Analysanden.

## Deutung auf der Subjektstufe
| Soziale Gruppen   |  |  |  |  |  |
|                   |  |  |  |  |  |
| Lebewesen         |  |  |  |  |  |
|                   |  |  |  |  |  |
| Zellen            |  |  |  |  |  |
|                   |  |  |  |  |  |
| Moleküle          |  |  |  |  |  |
|                   |  |  |  |  |  |
| Atome             |  |  |  |  |  |
|                   |  |  |  |  |  |
| Elementarteilchen |  |  |  |  |  |

Eugen Drewermann hat die Deutungsmethoden schöpferisch-produktiver psychischer Phänomene seitens der Psychoanalyse mit denen der analytischen Psychologie verglichen. Dabei kam er zu dem Ergebnis, dass Sigmund Freud hauptsächlich die reduktive Methode, dagegen Carl Gustav Jung in stärkerem Maße die finale Methode anwendet. Die Deutung schöpferisch-produktiver psychischer Phänomene umfasst dabei prinzipiell auch die der psychopathologisch abnormen Phänomene wie zum Beispiel die der Plussymptomatik. Im abgebildeten Schema würde die psychoanalytische Deutung Freuds in der Hauptsache von oben nach unten erfolgen, die der Schule Jungs schwerpunktmäßig im gegenläufigen Sinne. Dabei bleibt unberücksichtigt, dass Freud keine rein kausal-mechanistische Methode der Reduktion angewendet hat, sondern eher eine historisch-objektivierende. Die Anwendung eines kausal-mechanischen Reduktionismus in der Psychologie bedeutet, dass diese selbst auf die (Neuro-)Biologie und die sozialen Zusammenhänge ihrerseits wieder auf die (Sozial-)Psychologie zurückgeführt werden. Die Rolle kausal-mechanischer Gesichtspunkte in der Psychoanalyse wird in den Ausführungen zur organo-dynamischen Theorie näher erwähnt. Die Bedeutung, die Freud in seinem Werk der Sexualität eingeräumt hat, betont die Rückführung auf biologische Zusammenhänge. C. G. Jung baut seine psychologischen Deutungen unter anderem auf der Subjektstufe auf. Dies bedeutet, dass etwa die in einem Traum als manifeste Trauminhalte auftretenden Personen „auf subjektive, gänzlich der eigenen Psyche angehörende Faktoren bezogen werden“. In diesem Beispiel der Beurteilung von Traumarbeit werden manifeste Trauminhalte nicht nur auf latente Trauminhalte zurückgeführt. Manifeste Trauminhalte werden vielmehr als positive psychische Aufbauleistung verstanden, um so dem Einzelnen einen bestimmten, ggf. verborgenen Sinn Ausdruck zu vermitteln (subjektive und objektive Amplifikation). Jung betont die im subjektiven Ausgangspunkt solcher Erscheinungen (sc. im Traum auftretende Personen) bestehende Unverwechselbarkeit mit äußeren objektiven Gegebenheiten und Tatsachen, indem er darauf hinweist, dass das in unserer Psyche befindliche Bild eines Objekts (Imago) niemals mit diesem Objekt identisch ist, sondern ihm höchstens ähnlich erscheint.

## Peripherisierung
Mit Peripherisierung sind nicht nur gewisse schamanistische Heilpraktiken in der Ethnopsychiatrie angesprochen, sondern auch die Verlagerung innerer Seelenzustände und Bedürfnisse (Prälogik) in die kollektive und kulturelle Zuständigkeit institutioneller Hilfen und Selbsthilfegruppen. Gleiches gilt auch für Hilfen durch kollektives Handeln, die individuelle Selbsthilfe, auch durch Aktivitäten künstlerischer Art.